# 워터맨을 찾아서
《워터맨을 찾아서》(영어: The Water Man)는 2020년에 공개된 미국의 드라마 영화이다.
2020년 제45회 토론토 국제 영화제에서 상영되고, 2021년 넷플릭스에서 공개되었다.

## 줄거리
그래픽 노블을 좋아하는 11살 소년 거너는 오리건주 파인밀스 시골로 이사 온다. 어머니는 백혈병에 걸려있고, 해병대인 아버지는 자주 집에 부재한다. 거너는 워터맨이란 존재가 영생의 비밀을 안다는 지역 괴담을 듣고 어머니를 구하기 위해 숲으로 향한다.

## 출연
- 데이비드 오옐로워 - 에이모스 분 역
- 로자리오 도슨 - 메리 분 역
- 로니 체이비스 - 거너 분 역
- 어마이아 밀러 - 조 라일리 역
- 앨프리드 몰리나 - 짐 부시, 장의사 역
- 마리아 벨로 - 굿윈 보안관 역
- 제시카 오옐로워 - 베이크마이어 부인 역